# Gimnastică

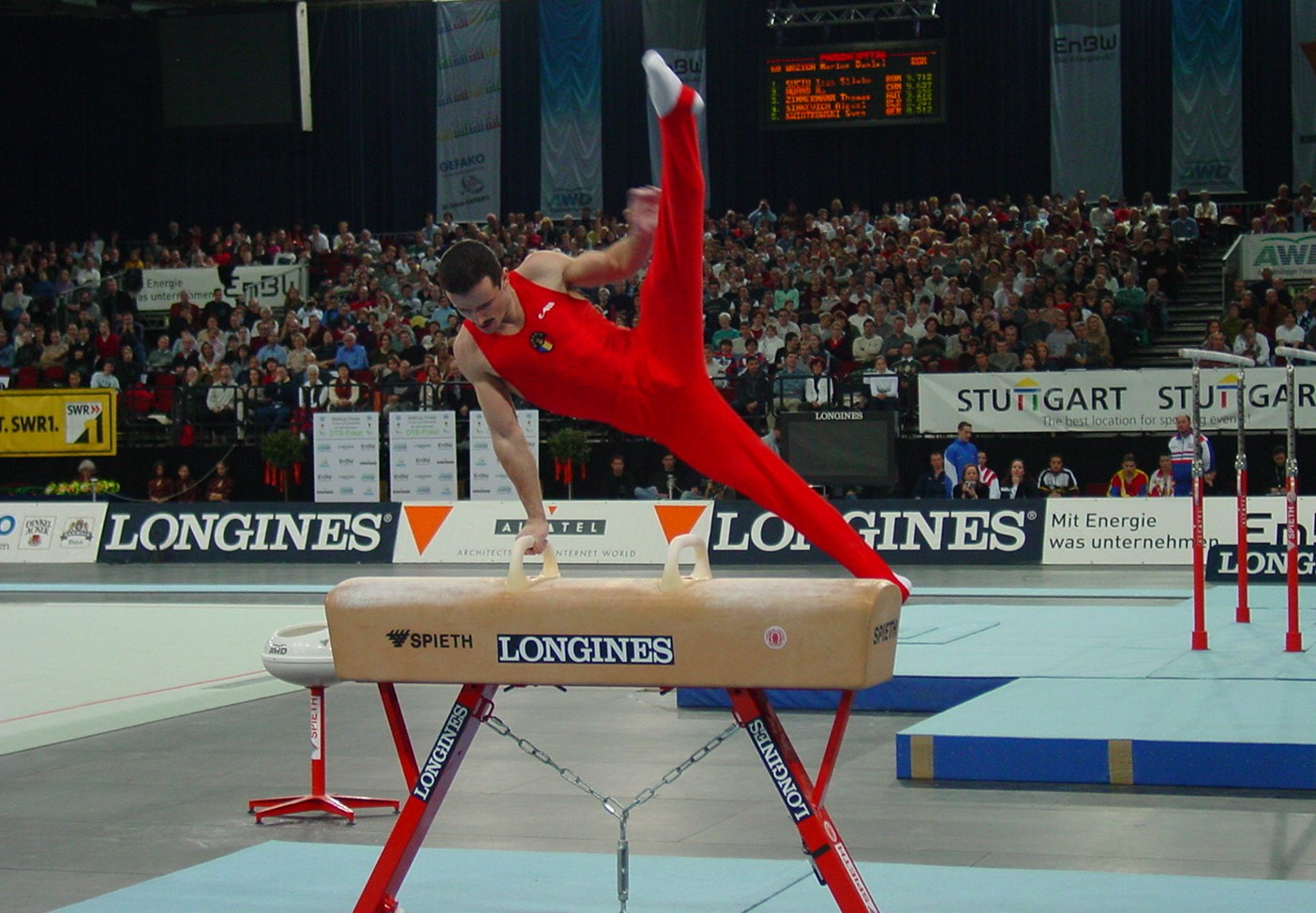
Marius Urzică la cal cu mânere

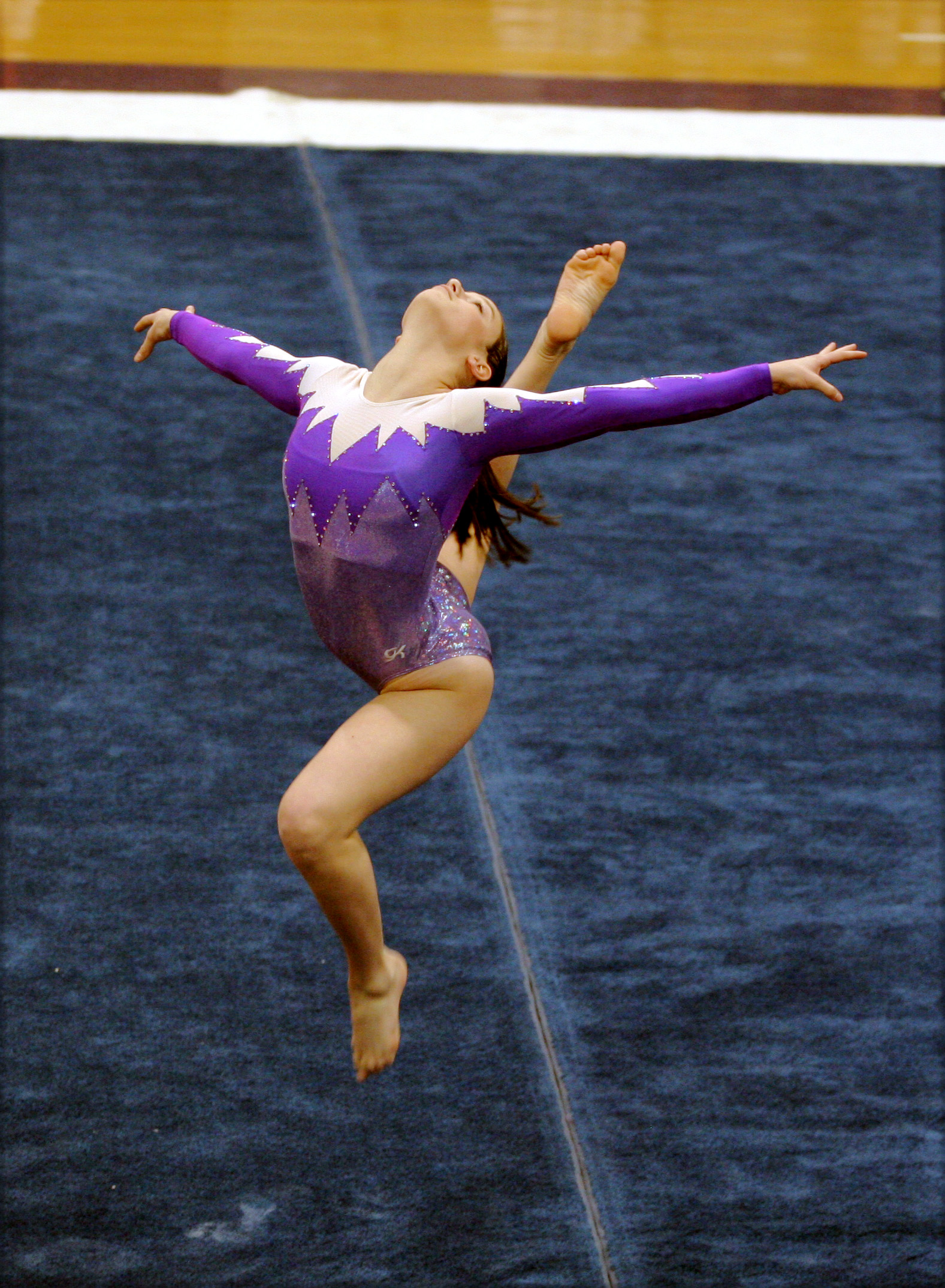

Gimnastica este un sport care implică o serie de mișcări ce necesită forță fizică, flexibilitate, echilibru, rezistență, grație și conștientizare chinestezică. Forul ce guvernează acest sport la nivel mondial este Federația Internațională de Gimnastică. Fiecare țară are propriul organism național de conducere afiliat la FIG, România fiind afiliată la acesta prin Federația Română de Gimnastică.
Gimnastica artistică este cea mai cunoscută ramură a acestui sport. Probele la feminin sunt sărituri, paralele, bârnă, sol, iar la bărbați sol, cal cu mânere, inele, sărituri, paralele și bară fixă. Probele de gimnastică își au originea în Grecia Antică. Alte ramuri ale gimnasticii de performanță sunt gimnastica ritmică, gimnastica aerobică, gimnastica acrobatică și săriturile la plasa elastică (trambulină).

## Gimnastica de echipă
Gimnastica de echipă a apărut în Scandinavia. Primul concurs oficial a avut loc în Finlanda în 1996 și se desfășoară acum o dată la doi ani. Echipele de competiție, cluburile, sunt formate din trei categorii: echipe de femei, bărbați și mixte. Gimnastica se compune din trei tipuri: exerciții la podea, salturi de la mini-trambulină și salturi acrobatice. În fiecare dintre cele trei discipline, numărul de gimnaști este de la 6 la 12 persoane. Gimnastica de echipă include cele mai dinamice tipuri de exerciții de gimnastică: exerciții de grup, acrobatice și salturi de gimnastică de sprijin. Aceasta are o muzicitate inerentă, o orientare motor-educativă pronunțată, complexitatea optimă a exercițiilor.

## Gimnastica de circ
Gimnastica de circ este împărțită în partere (exerciții pe echipamente și aparate, montate pe arenă) și aer (exerciții pe echipamente suspendate deasupra arenei); respectiv gimnaști - pe sol și în aer.
Fiecare dintre cele două tipuri de gimnastică de circ include o varietate de subspecii (în funcție de echipamentul utilizat și de metodele de lucru): parter - exerciții pe bare orizontale, trambulină, inele de toate tipurile; aer - exerciții pe trapezul de toate tipurile, cord de parele, cord de volante, cadru, bambus, curele, pânze, inel, sferă.

## Gimnastica acrobatică

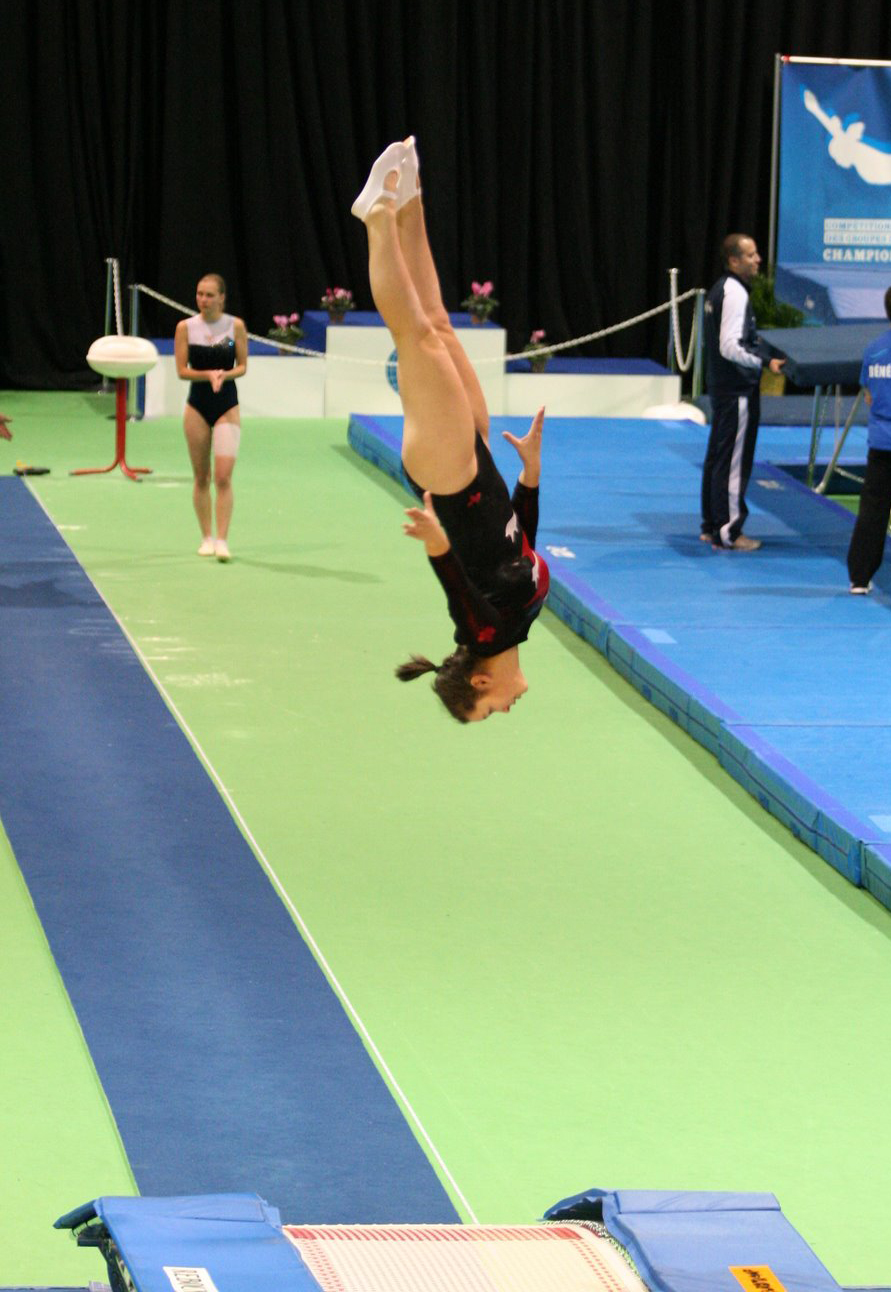
Dublu competitor mini-trambulină

Gimnastica acrobatică cuprinde trei grupe de exerciții: salturi acrobatice, exerciții în pereche și de grup.

## Gimnastica stradală (Parkour/Freeruning)
Gimnastica stradală este practicată, de regulă, de sportivi talentati care dobandesc abilitati desavarsite fara ajutorul unui antrenor . Pentru mulți, este ca un hobby, un stil de viață, o modalitate de a dezvolta și menține tonusul muscular, agilitatea și flexibilitatea articulațiilor. Poate fi practicată pe aproape orice teren de joacă în curte si pe stradă.